# Rosetta Musaph-Andriesse

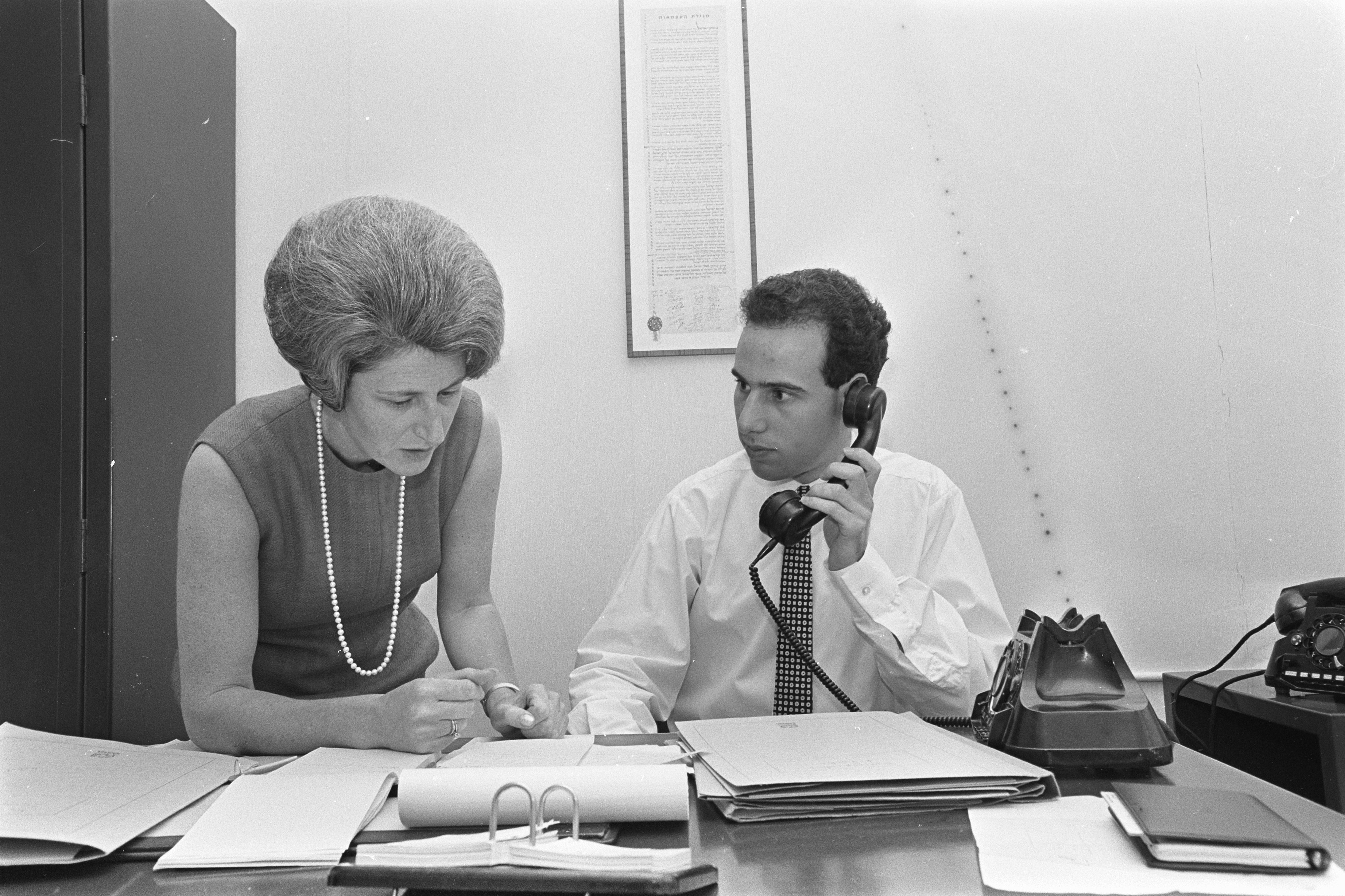
Mevrouw Musaph-Andriesse aan het werk (1967)

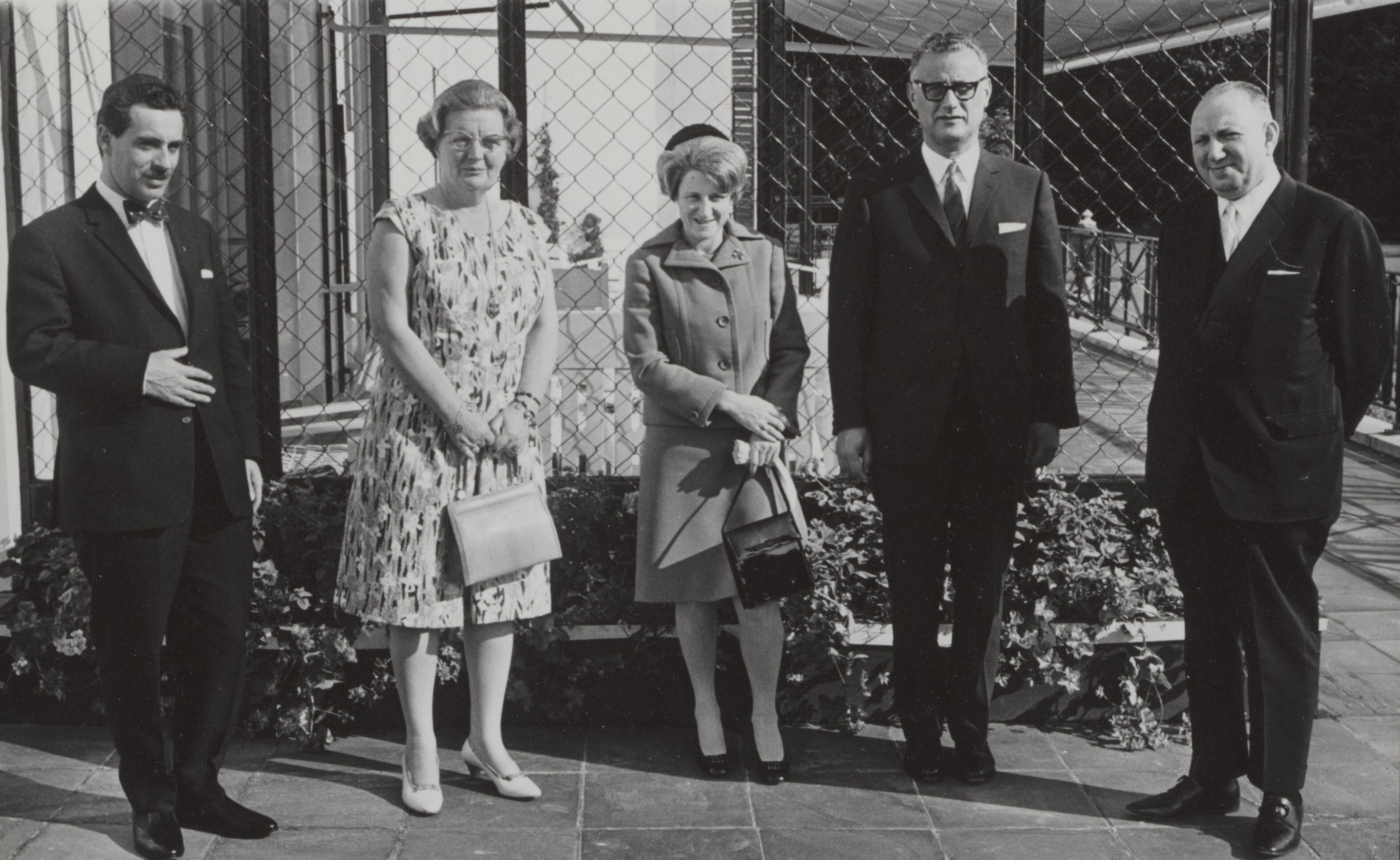
Rosetta Musaph-Andriesse bij koningin Juliana (1967)

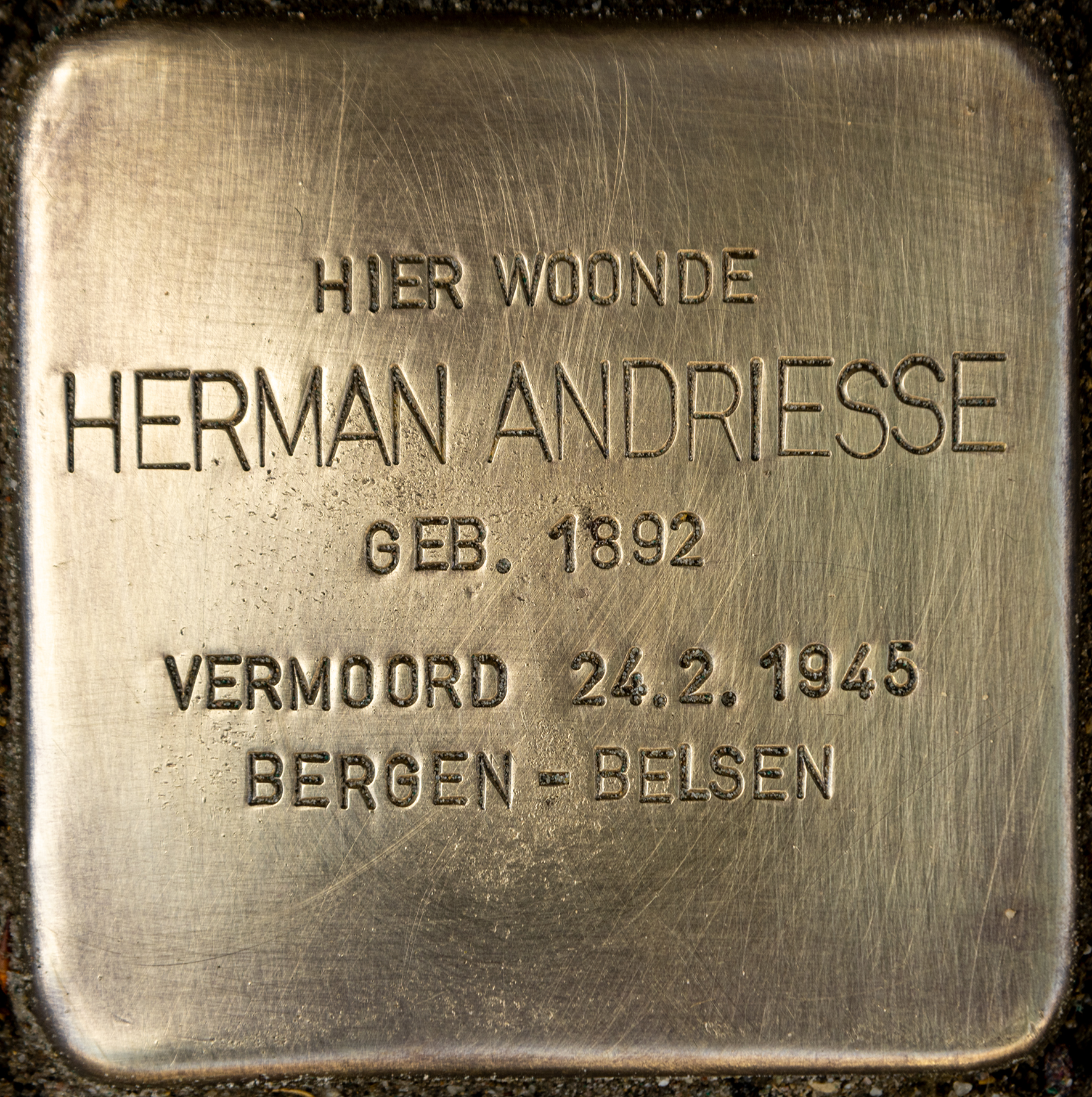
Stolperstein voor Herman Andriesse (2022)

Drs. Rosetta Cato (Ted) Musaph-Andriesse (Utrecht 1927) is een Nederlands letterkundige en vertaalster in ruste.

## Persoonlijk
Ze is dochter van Betje van Spiegel (1902-1981; was jaren directrice van Beth Joles in Haifa) en schoenverkoper (en veteraan militair) Herman Andriesse (1892-1945). Ze trouwde in 1958 als medisch analist met Herman Musaph (1915-1992; psychiater, seksuoloog en hoogleraar); ze werd zijn assistent. Het echtpaar woonde jarenlang aan de Catharina van Rennesstraat in Amsterdam-Zuid.
Tijdens de Tweede Wereldoorlog woonde ze in Utrecht. Ze moet vanwege haar Joodse achtergrond een een dragen en verplicht een Joodse school bezoeken. Onderduiken zagen vader en moeder niet zitten. Vader was militair en hoopte door gehoorzamen van de regels onder Nazi-Duitsland de oorlog door te komen. Dit leverde dan wel een gedwongen verhuizing op naar de Pretoriusstraat in Amsterdam, destijds een doorgangshuis voor te deporteren Joden. Toen het gezin uit huis gehaald werd, wist Andriesse zich dermate koest te houden, dat ze “vergeten” werd, maar ze moest wel onderduiken. Na verraad werd ze verraad opgepakt en via de Hollandsche Schouwburg (even in de crèche) naar Kamp Westerbork gedeporteerd, waar ze herenigd werd met haar gezin. Na een half jaar werd het gezin verder gedeporteerd naar concentratiekamp Bergen-Belsen waar Andriesses' vader aan uitputting overleed. Ze overleefde het kamp en een treinverplaatsing naar Tröbitz, maar kwam met tuberculose terug, na vier jaar verpleging bleek dat ze als gevolg daarvan geen kinderen kon krijgen; een blijvend verdriet.

## Leven
Musaph-Andriesse deed in 1962 haar kandidaatsexamen Semitische taal en letterkunde aan de Universiteit van Amsterdam. Ze gaf in die jaren ook lezingen en schreef voor onder meer het Nieuw Israëlietisch Weekblad (cultureel wetenschappelijke bijlage, waar ze ook secretaresse van was). In 1965 behaalde ze haar doctoraal examen Semitische talen, hoofdvak Hebreeuws.
In 1958 start haar loopbaan binnen de Joodse gemeenschap, ze werd redactrice bij de Joodse Wachter. Tussen 1963 en 1969 was ze secretaresse bij de Nederlandse Zionistische Bond (NZB). In 1967 raakte ze betrokken bij de Collectieve Israël Actie (CIA). Dit combineerde ze met het voorzitterschap van het Joods Historisch Museum, een deeltijdfunctie lerares Hebreeuws aan het Vossius Gymnasium en correspondentie voeren voor haar echtgenoot. In de jaren negentig was ze enige tijd interim voorzitter van de Anne Frank Stichting, nadat ze in 1988 was toegetreden tot het bestuur. In 1991 werd ze onderscheiden met de Zilveren Anjer voor haar inzet binnen de Joods Cultuur. In 1993 was ze nog voorzitter van het Joods Historisch Museum (later erevoorzitter) en vicevoorzitter van de Anne Frank Stichting. Op 27 april 1994 werd ze benoemd tot officier in de Orde van Oranje-Nassau. Ze was ook enige tijd bestuurslid van het Nationaal Comité 4 en 5 mei. Ze is tevens in het bezit van de Erepenning voor Verdiensten jegens Openbare Verzamelingen.
Van Musaph-Andriesse verscheen een aantal publicaties, bijvoorbeeld Wat na de Tora kwam, dat meerdere drukken kreeg. Ze vertaalde werk van Amos Oz en kwam met een nieuwe versie/vertaling van het boek Esther. Ze was tevens recensent van het NIW en kreeg daardoor te maken met Woordenboek Nederlands-Hebreeuws. Ze werkte ook als vertaalster bij de Amsterdamse Rechtbank.
Musaph-Andriesse bleef tot op late leeftijd tennissen.
- Bibliothèque nationale de France: cb135664158 (data)
- CiNii: DA04060795
- Gemeinsame Normdatei: 1157189512
- International Standard Name Identifier: 0000 0000 8154 2098
- Library of Congress Control Number: n81134871
- Bibliotheek van het Japanse parlement: 00472077
- Nationale Bibliotheek van Israël: 987007265769405171
- Nederlandse Thesaurus van Auteursnamen: 070475083
- Système universitaire de documentation: 05258786X
- Trove: 1243241
- Virtual International Authority File: 74018398